# علاقات دولية
العلاقات الدولية هي تفاعلات تتميز بأن أطرافها أو وحداتها السلوكية هي وحدات دولية، وحينما نذكر كلمة دولية فإن ذلك لا يعني اقتصار الفاعلين الدوليين على الدول وهي الصورة النمطية أو الكلاسيكية التي كان ينظر بها للفاعلين الدوليين في العقود الماضية.
فبجانب الدول هناك نوعان من الأطراف الدولية الأخرى التي تتشابك وتتفاعل في محيط العلاقات الدولية لدرجة لا يمكن معها تجاهلها طبقاً للنظرة التقليدية للفاعلين الدوليين.
- والنوع الأول: من الفاعلين الدوليين هم أطراف أو فاعلين دون مستوى الدول في بعض الأحيان مثل الجماعات ذات السمات السياسية أو العرقية التي قد تخرج عن إطار الدولة لتقيم علاقات مع وحدات دولية خارجية بغض النظر عن موافقة أو عدم موافقة الدول التي ينضمون تحت لواءها مثل الجماعات الانفصالية وجماعات المعارضة المسلحة، فضلاً عن العلاقات الدولية لحركات التحرر التي لم ترق بعد إلى مرتبة تكوين أو تمثيل دولة.
- أما النوع الثاني: من الفاعلين فهو يتمثل في التنظيمات التي تخطت إطار الدولة لتضم في عضويتها عدة دول، سواء كانت هذه المنظمات هي منظمات دولية أو إقليمية، وسواء كانت تلك المنظمات هي منظمات سياسية أو عسكرية أو اقتصادية أو ثقافية أو اجتماعية أو حتى تلك التي تقوم بغرض تعزيز روابط الآخاء الديني.
- والعلاقات الدولية  هي تفاعلات ثنائية الأوجه أو تفاعلات ذات نمطين النمط الأول هو نمط تعاوني والنمط الثاني هو نمط صراعي إلا أن النمط الصراعي هو النمط الذي يغلب على التفاعلات الدولية برغم محاولة الدول إخفاء أو التنكر لتلك الحقيقة، بل أننا يمكننا القول أن النمط التعاوني الذي قد تبدو فيه بعض الدول هو نمط موجه لخدمة صراع أو نمط صراعي آخر قد تديره الدولة أو تلك الدول مع دولة أو مجموعة دول أخرى، فعلى سبيل المثال نجد أن الأحلاف والروابط السياسية بين مجموعة من الدول هي في صورتها الظاهرية قد تأخذ النمط التعاوني بين تلك الدول برغم حقيقة قيامها لخدمة صراع تلك المجموعة من الدول ضد مجموعة أخرى.
- أكثر من ذلك فإن النمط التعاوني للعلاقات بين دولتين (مثل تقديم العون والمساعدات الاقتصادية والعسكرية) قد يحمل في طياته محاولة من إحداهما التأثير على قرار الأخرى وتوجيه سياستها بما يخدم مصالحها أو تكبيلها بمجموعة من القيود التي تتراكم كنتاج للتأثير والنفوذ.

لذلك نجد أن معظم التحليلات والنظريات في العلاقات السياسية الدولية تركز كلها على النمط الصراعي منها انطلاقاً من دوافع ومحددات مثل القوة والنفوذ والمصلحة فضلاً عن الدوافع الشخصية.
ويعد الصراع بمثابة نمط تحليلي خصب من أنماط العلاقات السياسية الدولية، فهو مليء بالتفاعلات متعددة الأبعاد، بل أنه يجمع في طياته النمط التعاوني نفسه والذي يعاد توظيفه في معظم الأحيان لخدمة النمط أو البعد الصراعي للتفاعلات الدولية
- والعلاقات الدولية هي فرع من فروع العلوم السياسية ويهتم بدراسة كل الظواهر التي تتجاوز الحدود الدولية. علما بأنه لا يقتصر على دراسة أو تحليل الجوانب أو الابعاد السياسية فقط في العلاقات بين الدول وانما يتعداها إلى مختلف الابعاد الاقتصادية والعقائدية والثقافية والاجتماعية......إلخ.

كما أنه لا يقتصر على تحليل العلاقات بين الدول وحدها وانما يتعدى ذلك ليشمل كثير من الاشكال التنظيمية سواء كانت تتمتع بالشخصية القانونية الدولية أو لا تتمتع بذلك

## الاصطلاح

### العلاقات الدولية
العلاقات الدولية أو الشؤون الدولية، من ناحية المؤسسات الأكاديمية، هي إما تخصص فرعي في العلوم السياسية، أو مجال أوسع متداخل التخصصات يضم السياسة العالمية والقانون والاقتصاد والتاريخ العالمي. ينصب تركيز العلاقات الدولية، بصفتها فرعًا من العلوم السياسية، على العلاقات السياسية والدبلوماسية والأمنية بين الدول، إضافة إلى دراسة التاريخ السياسي العالمي الحديث. لذلك، تقع دراسة العلاقات الدولية في العديد من المؤسسات الأكاديمية، في قسم السياسة والعلوم الاجتماعية. هذا هو الحال على سبيل المثال في اسكندنافيا، حيث غالبًا ما يُشار إلى العلاقات الدولية ببساطة باسم السياسة الدولية (آي بّي).
يمكن في المؤسسات التي تشير فيها العلاقات الدولية إلى مجال أوسع متداخل الاختصاصات يجمع السياسات العالمية والقانون والاقتصاد والتاريخ، يمكن دراسة المادة من خلال عدة أقسام، أو يمكن دراستها في قسمها الخاص، كما هو الحال على سبيل المثال في كلية لندن للاقتصاد. يمكن بعد الحصول على درجة جامعية في العلاقات الدولية، الوصول إلى درجة ماجستير أكثر تخصصًا إما في السياسة الدولية، أو الاقتصاد أو القانون الدولي.

كتب فريدريك إس.دون في العدد الافتتاحي من مجلة وورد بوليتيكس، أن العلاقات الدولية تضم «العلاقات التي تحدث عبر الحدود الوطنية» و«بين مجموعات سياسية مستقلة في نظام عالمي». كتب دون أن العناصر الفريدة التي ميزت العلاقات الدولية وفصلتها عن المجالات الفرعية الأخرى هي:
تهتم السياسة الدولية بنوع مميز من علاقات القوة التي توجد في مجتمع يفتقر إلى سلطة مهيمنة؛ يتعامل الاقتصاد الدولي مع العلاقات التجارية عبر الحدود الوطنية التي تعقّدها الإجراءات غير الخاضعة للرقابة في الدول ذات السيادة؛ والقانون الدولي هو القانون الذي يقوم على القبول الطوعي من الدول المستقلة.

### الدراسات الدولية
تشير الدراسات الدولية في جميع الحالات إلى مجال العلاقات الدولية متداخل التخصصات الأوسع نطاقًا، حيث يشكل الاقتصاد العالمي مع القانون والتاريخ العالمي عناصر رئيسية للمعرفة. يستخدم مصطلح الدراسات الدولية بدلًا من العلاقات الدولية للتمييز بين العلاقات الدولية متداخلة التخصصات والعلاقات الدولية كتخصص علمي سياسي. أصبح استخدام مصطلح الدراسات الدولية بدلًا من العلاقات الدولية هو المعيار في العديد من الجامعات حيث تدرس العلاقات الدولية في العادة كفرع من العلوم السياسية، للإشارة إلى استقلاليتها كمجال أكاديمي.

### الدراسات العالمية
في حين أنه كثيرًا ما يُخْلَط بين الدراسات العالمية أو الشؤون العالمية أو العلاقات الدولية، فإنها تتميز عنها بنطاق تحليلي أوسع، حيث يشير مصطلح العلاقات العالمية بدلًا من العلاقات الدولية إلى تركيز أقل نسبيًا على الدولة القومية كوحدة أساسية للتحليل. تركز الدراسات العالمية بشكل أعم على القضايا ذات النطاق العالمي؛ وعلى وجه التحديد العمليات الكلية في علم البيئة وعلم الإنسان وعلم وصف الأعراق البشرية والتواصل والهجرة والعمليات العامة للعولمة الثقافية والاقتصادية.

## علم العلاقات الدولية
برغم أن العلاقات الدولية كممارسة وتفاعلات قد وجدت مند القدم ومنذ بداية انتظام التجمعات البشرية في شكل دول- إلا أن العلاقة الدولية كعلم- تعتبر من العلوم حديثة النشأة نسبيا - حيث بدا ياخد حيزا منذ بداية القرن 19، وقد تأكدت أهميته كعلم قبيل واعقاب الحرب العالمية الأولى.
- وعلم العلاقات الدولية بات من أهم فروع العلوم السياسية التي من خلالها يمكن دراسة وتحليل الظاهرة السياسية بكل أبعادها النظرية والواقعية، وبرغم أن دراسة العلاقات الدولية كمادة قائمة بذاتها من مواد العلوم السياسية لم تتخذ طابعا عملياً إلا عقب الحرب العالمية الثانية- إلا أنها قد اتخذت خلال تلك الفترة الوجيزة نسبياً مكانة هامة طغت على الأفرع الأخرى للعلوم السياسية، ويرجع ذلك إلى الحيوية والديناميكية التي تتسم بها موضوعات تلك المادة، فضلا عن الأهمية التي اكتسبتها تلك المادة جراء التقدم التكنولوجي الهائل في كافة المجالات خاصة في مجال الاتصال والمعلومات والمواصلات والتسلح.
- وعلم العلاقات الدولية لم يعد مقتصرا الآن على استقراء علاقات الدول والأحداث الدولية كما كان في السابق والذي كان يقترب من دراسة التاريخ الحديث، كما أنه لم يعد يركن إلى الاكتفاء بتفسير الظواهر الدولية الحالية وإيجاد المبررات أو التبريرات للسلوك الدولي.

بل تخطى ذلك كله لينفذ إلى قلب الحدث أو السلوك الدولي مستعينا بأدواته التحليلية المستمدة من فروع العلوم السياسية والاجتماعية الإنسانية وعلى رأسها علم النفس وعلم الاجتماع وعلم الأجناس البشرية والجغرافيا والتاريخ والقانون الدولي والاقتصاد، يضاف ذلك أساليب التحليل الكمي والإحصائي والقياس واستطلاعات الرأي والتي من خلالها ومعها يتحقق ليس فقط تحليل العلاقات الدولية بصورتها الراهنة - بل يمكن التنبؤ أو استشراف أو الوقوف على طبيعتها المستقبلية من خلال المعطيات المتاحة في حالة تحقق شروط أو افتراضات التحليل دون حدوث أحداث قاهرة أو فوق مستوى التوقع، مع وضع وتحديد البدائل في حالة تغير الظروف والأحوال أو الافتراضات التي بنيت على أساسها تلك التحليلات.
في محاولة لتحسين عملية التنبؤ في العلاقات الدولية ذكر «مورتن كابلان» (Kaplan)في خمسينيات القرن المنصرم:«إننا نحتاج إلى نماذج لفحص التعميمات التي تتبناها نظريات العلاقات الدولية التي توظف على مستوى النظام الدولي؛ لأنه لا يوجد منهج أو أسلوب محدد لتحليل مثل هذه التعميمات، كما أن هناك مشكلة أخرى متعلقة بدقة الفهم لكيفية تحليل التعميمات» (Kaplan,1961:6).
وبعد أكثر من ثلاثين عامًا، وتحديدًا في عام 1992, نشر «جون لويس جيدز» (Gaddis, John Lewis) مقالاً بعنوان نظرية العلاقات الدولية ونهاية الحرب الباردة، انتقد فيه منظري العلاقات الدولية لفشلهم في التنبؤ بنهاية الحرب الباردة، ورأى أن هذا الفشل يطرح بدوره أسئلة حول المناهج والاقترابات التي طُوِّرَت لمحاولة فهم السياسات العالمية (انظر (Gaddis,1992.
ويعد هذا المقال المحرك الرئيس في الكشف عن ضرورة دراسة المستقبليات كعلم، لما أثاره من نقاشات حول كيفية تطوير نظريات السياسة الدولية. وفي الحقيقة، لم يكن المقال سوى انعكاس للواقع، وقد نجم عن سقوط حائط برلين طرح سؤالين مهمين هما: لماذا كانت نهاية الحرب الباردة بهذه الطريقة المفاجئة؟ وماذا يعني هذا لنظرية العلاقات الدولية؟
ولقد حاولت الكثير من الدراسات البحث في الإجابة عن هذه الأسئلة، فبينما بحث الواقعيون الجدد () عن طريقة لفهم انهيار الاتحاد السوفيتي السلمي بما يتلاءم وافتراضاتهم، وبخاصة فيما يتعلق بالقيمة العليا للدولة وبقائها؛ إذ فسّر البنائيون الأمر بشكل واسع ومختلف كدليل على صواب معتقداتهم ونجاحها، بالإضافة إلى ما يتعلق بتأثير الأفكار والمعايير حول السياسات الدولية وقد مثّل هذا الاتجاه «كراتشويل» Kratochwil, Koslowski))، و«ايكنبيري» Ikenberry) (، و«نيد ليبو» (Ned Lebow)، و«هيرمان» (Herman)، وشعر الكثيرون منهم ـ أي منظري البنائيين ـ أن سقوط الثنائية القطبية لم يأت ليعلن فقط عن حدوث تحولات وتغيرات نظامية، وإنما ليعلن أيضًا عن حدوث تغيير أساسي في الطريقة التي تعالج بها السياسات الدولية، أما الواقعيون فلم يميلوا عمومًا لمنح أي مجال لإمكانية تغيير النظام الأساسي.

## نظريات العلاقات الدولية

### النظرية المعيارية
ضمن اختصاص العلاقات الدولية الأكاديمي، حاجج سميث، وبايلز وأوينز (2008) أن الموقف المعياري أو النظرية المعيارية هو تحسين العالم كمكان للعيش، وأن هذا المنطلق النظري لرؤية العالم يهدف إلى القيام بذلك عن طريق، أولاً، إدراك الافتراضات الضمنية والافتراضات الصريحة التي تشكل موقفًا غير معياري،  وثانياً، وضع المعيار أو توجيهه باتجاه بؤر اهتمام نظريات مفتاحية أخرى، اجتماعية سياسية، مثل الليبرالية السياسية، الماركسية، التوجه السياسي المحافظ، الواقعية السياسية، المثالية السياسية، والعولمة السياسية.

### النظرية الإبستمولوجية
تنقسم نظريات العلاقات الدولية عمومًا في أحد معسكرين معرفيين: «الوضعي» و «ما بعد الوضعي». تهدف النظريات الوضعية إلى تطبيق طرق العلوم الطبيعية من خلال تحليل تأثير القوى المادية. وعادة ما تركز على مميزات العلاقات الدولية مثل تفاعلات الدولة وحجم القوات العسكرية وتوازن القوى. ترفض نظرية المعرفة ما بعد الوضعية فكرة أنه يمكن دراسة العالَم الاجتماعي بطريقة موضوعية ومجردة من القيم. وترفض الأفكارَ المركزية للواقعية الجديدة / الليبرالية، كنظرية الاختيار العقلاني مثلًا، على أساس أنه لا يمكن تطبيق المنهج العلمي على العالَم الاجتماعي وأن «علم» العلاقات الدولية مستحيل.
يكمن الاختلاف الرئيسي بين الموقفين في أن النظريات الوضعية، كالواقعية الجديدة مثلًا، تقدم تفسيرات سببية (مثل لماذا تمارَس السلطة؟ وكيف؟)، بينما تركز النظريات ما بعد الوضعية بدلًا من ذلك على الأسئلة البنيوية، على سبيل المثال ما المقصود بـ «السلطة»؟ مم تتكون؟ وكيف تُدْرَك؟ وكيف تُتداول؟ غالبًا ما تعزز النظريات ما بعد الوضعية بشكل علني نهجًا معياريًا للعلاقات الدولية، من خلال النظر في الأخلاقيات. هذا أمر يُتَجَاهَل في كثير من الأحيان في سياق العلاقات الدولية «التقليدية» إذ تميّز النظريات الوضعية بين «الحقائق» والأحكام المعيارية أو «القيم». خلال أواخر الثمانينيات والتسعينيات من القرن العشرين، أصبح الجدل بين الوضعيين وما بعد الوضعيين الجدل السائد ووُصف بأنه يمثّل «الجدل العظيم الثالث».

### المدارس الفكرية

#### الواقعية
تركّز الواقعية على أمن الدولة والسلطة قبل كل شيء. جادل أوائل الواقعيين مثل إدوارد هاليت كار وهانز مورغنثاو أن الدول هي جهات فاعلة عقلانية تسعى إلى السلطة وتحقيق المصلحة الذاتية وزيادة أمنها وفرصها في البقاء. يُعدّ التعاون بين الدول طريقة لزيادة أمن كل دولة على حدة (بالمقارنة مع الأسباب الأكثر مثالية). وبالمثل، يجب أن تستند أي حرب على المصلحة الذاتية، وليس المثالية. وجد العديد من الواقعيين في الحرب العالمية الثانية إثباتًا لنظريتهم.
يجادل الواقعيون بأن الحاجة للبقاء تتطلب من زعماء الدولة أن ينأوا بأنفسهم عن الأخلاقيات التقليدية. علّمت الواقعية القادة الأمريكيين التركيز على المصالح بدلًا من التركيز على الأيديولوجية، والسعي لتحقيق السلام من خلال القوة، والاعتراف بأن القوى العظمى يمكن أن تتعايش مع بعضها حتى لو تبنّت قيمًا ومعتقدات متناقضة.
يُعدّ كتاب تاريخ الحرب البيلوبونيزية، الذي ألّفه ثوسيديديس، النص التأسيسي للمدرسة الواقعية في الفلسفة السياسية. هناك جدل حول ما إذا كان ثوسيديديس نفسه واقعيًا؛ ناقش نيد ليبو بأن اعتبار ثوسيديديس واقعيًا هو تفسير خاطئ للرسالة السياسية الأكثر تعقيدًا في عمله. ساهم فلاسفة مثل مكيافيلي وهوبز وروسو، من بين آخرين، في الفلسفة الواقعية. على الرغم من أن أعمالهم قد تدعم المذهب الواقعي، من غير المحتمل أنهم كانوا ليصنفوا أنفسهم على أنهم واقعيون بهذا المعنى. تعتقد نظرية الواقعية السياسية أن السياسة، مثل المجتمع، تحكمها قوانين موضوعية تتأصل جذورها في الطبيعة البشرية. للارتقاء بالمجتمع، من الضروري أولًا فهم القوانين التي تحكمه. إن تطبيق هذه القوانين المنيعة تجاه تفضيلاتنا، سيدفع الأفراد إلى تحديها لمجرّد توقُّع الفشل. يجب أن تؤمن الواقعية أيضًا -كما تؤمن في موضوعية قوانين السياسة- بإمكانية تطوير نظرية عقلانية تعكس هذه القوانين الموضوعية، وإن كان بشكل غير كامل ومنحاز. وتؤمن أيضًا بالتالي بإمكانية التمييز بين الحقيقة والرأي في السياسة -بين ما هو حقيقي موضوعيًا وعقلانيًا، ومدعوم بالأدلة ومضاء بالمنطق، وما هو مجرد حكم ذاتي منفصل عن الحقائق ويبلَّغ بتحيّز وتمنٍ.
لكن وضع الواقعية تحت الوضعية مثير للجدل. كان كتاب إدوارد هاليت كار بعنوان ما التاريخ؟ نقدًا متعمدًا للوضعية، وسعى هانز مورغنثاو في كتابه الرجل العلمي مقابل سياسة القوة إلى هدم أي تصوّر بأن السياسة الدولية/ سياسة القوة يمكن دراستها علميًا. إن اعتقاد مورغنثاو في هذا الصدد هو جزء من سبب تصنيفه على أنه «واقعي كلاسيكي» بدلًا من واقعي.
ومن بين المنظرين الرئيسيين: إدوارد هاليت كار وروبرت غيلبين وصامويل هنتنغتون وهانز مورغنثاو وصامويل هنتنغتون وستيفن والت وجون ميرشايمر وكينيث والتس وتشارلز كيندلبيرغر وكيفن د. كراسنر.